# Hajany (Boêmia do Sul)
Hajany é uma comuna checa localizada na região da Boêmia do Sul, distrito de Strakonice.